# داني تشان
داني تشان (بالصينية: 陈百强) هو مغني وكاتب أغاني صيني، ولد في 7 سبتمبر 1958 في هونغ كونغ البريطانية في المملكة المتحدة، وتوفي بنفس المكان في 25 أكتوبر 1993.

## وصلات خارجية
- داني تشان على موقع IMDb (الإنجليزية)
- داني تشان على موقع ميوزك برينز (الإنجليزية)
- داني تشان على موقع أول ميوزيك (الإنجليزية)
- داني تشان على موقع ديسكوغز (الإنجليزية)
- داني تشان على موقع قاعدة بيانات الفيلم (الإنجليزية)